# Contea di Pike (Arkansas)
La contea di Pike, in inglese Pike County, è una contea dello Stato dell'Arkansas, negli Stati Uniti. La popolazione al censimento del 2000 era di 11 303 abitanti. Il capoluogo di contea è Murfreesboro.

## Storia
La contea di Pike fu costituita nel 1833.